# Етносеміотика
Етносеміо́тика — наука, що вивчає функціонування знаків та знакових систем у межах різних етносів. Міждисциплінарна наука, яка утворилася на межі семіотики та етнографії.

## Історія
Про етносеміотику як науку, що виникла на межі семіотики та лінгвістики, вперше заговорили лінгвісти Альгірдас Греймас та Джозеф Курте́с: «Етносеміотика не є автономною семіотикою. Якщо це було б так, то в її компетенцію входив би предмет дослідження, який є вже встановлений етнологією або антропологією, що зробили значні внески у появу та розвиток самої семіотики. Це швидше поле цікавих методологічних досліджень… . З огляду на те, що загальна семіотика досліджує нелінгвістичні (жестові, соматичні тощо) синтагматичні ланцюжки, як дискурси або тексти, сфера ентолінгвістики може бути розширена до того рівня, щоб стати етносеміотикою; дослідження рідкісних ритуалів та церемоній дає змогу припустити, що етнологія може одного разу знову стати привілейованим локусом для побудови загальної моделі поведінки.»
Протягом 2000-х років інтерес до дисципліни був відновлений завдяки дослідженням італійських вчених Мауріціо дель Нінно, Тарчізіо Ланціні та Франческо Марсчані. Під керівництвом Франческо Марсчані, у 2007 році в Болонії було засновано етносеміотичний центр Болонського університету, який працює у різних сфрах дослідження. У 2015 році при етносеміотичному центрі Болонського університету було вікриту лабораторію етносеміотичних досліджень.

## Предмет дослідження етносеміотики
Етносеміотика досліджує функціонування та шляхи індивідуалізації систем знаків в умовах конкретної культури, використовуючи спостереження та методи етнографічних досліджень. Основна увага зосереджена на дослідженні міського простору, ритуалів, фольклору та повсякденного життя.
В італійській семіотиці виділять дві школи:
- школа в Урбіно, заснована Мауріціо дель Нінно, яка дотримується теоретичних засад Клода Леві-Стросса та Жоржа Думезіла, близьких до французької соціальної антропології;
- школа у Болонії, заснована Тарчізіо Ланціоні та Франческо Марсчані, які займаються вивченням понять та методів семіотичного аналізу пов'язаних з різними аспектами повсякденного життя.

З 2015 року Лабораторія етносеміотики проводить дослідження як у теоретичній, так і в методологічній сфері.